# Bruchblattmoos
Das Bruchblattmoos (Dicranodontium denudatum) ist ein Moos, das sehr selten fruchtet. Die Ausbildung von Kapseln hat sich in den letzten Jahren deutlich verringert. In den dichten Rasen befinden sich zahlreiche abgefallene Blättchen, darunter Brutblätter, mit denen sich das Moos auch vegetativ vermehren kann. Habituell ähnelt es Campylopus pyriformis. Es ist jedoch dadurch zu unterscheiden, dass unteren Laminazellen allmählich in die oberen übergehen und die Peristomzähne bis zur Basis gespalten sind.

## Vorkommen
Das kalkmeidende Moos besiedelt bevorzugt morsches Holz, Rohhumus, Torfböden, seltener Erde oder übererdetes Gestein in luftfeuchten, schattigen Moor- und Bruchwäldern. Typische Begleitmoose sind Tetraphis pellucida, Lepidozia reptans und das Gewöhnliche Gabelzahnmoos (Dicranum scoparium). Im Flachland ist es seltener als in den Gebirgsregionen.

## Erkennungsmerkmale
Das Bruchblattmoos wird bis 5 cm groß und wächst in sehr dichten, grünen bis gelblich-grünen, stark glänzenden Rasen. Der rötlichbraune Stängel weist einen deutlich erkennbaren Rhizoidenfilz auf. Die abstehenden, sichelförmig einseitswendigen Blätter sind lang röhren- bis pfriemenförmig ausgezogen. In der oberen Hälfte sind sie zumeist gezähnt. Die breite Blattrippe nimmt etwa 1/3 des Blattgrundes ein. Die Blattflügelzellen sind aufgeblasen dick und weißlich hyalin.

## Bilder

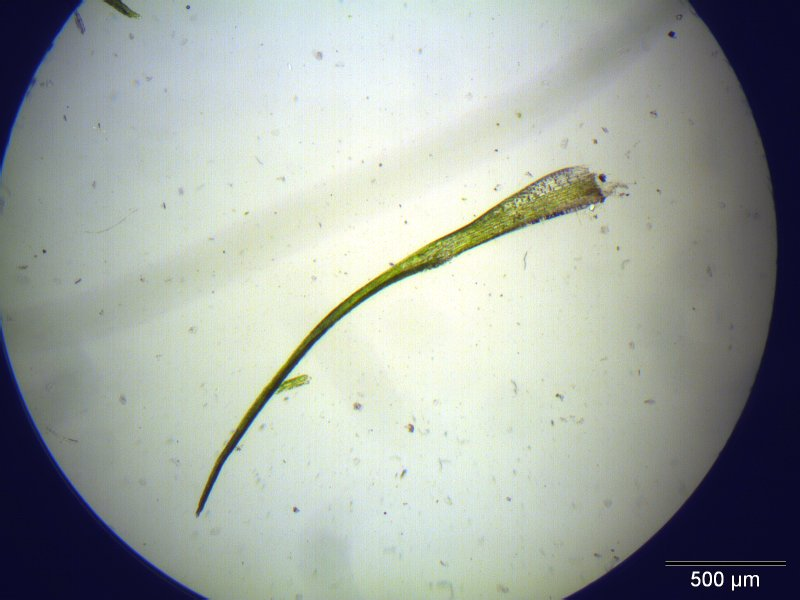
Blatt unter dem Mikroskop, 40-fach vergrößert
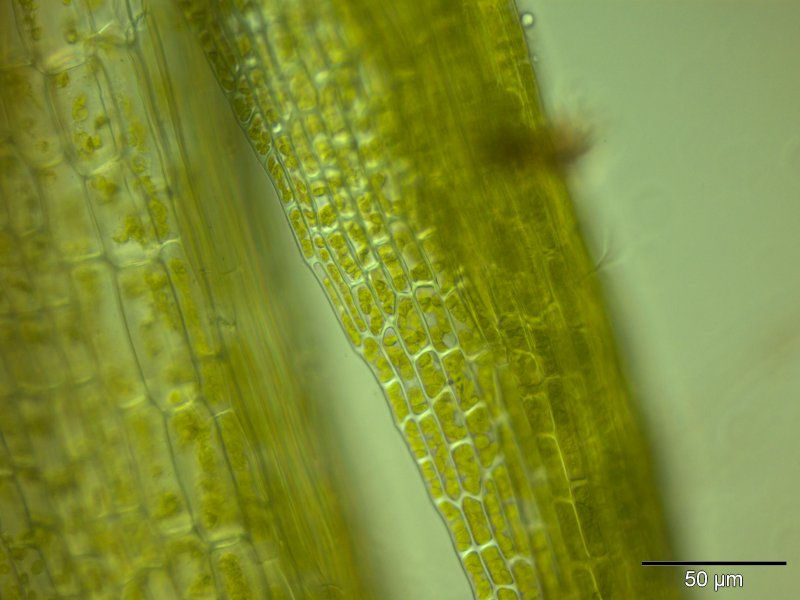
basale Laminazellen(links), Laminazellen in der Mitte des Blattes (rechts), 400-fach vergrößert